# Los Palmeras
Los Palmeras est un groupe de cumbia argentin, originaire de Santa Fe.

## Biographie

### Débuts
Le groupe est formé en 1968 sous le nom de Sexteto Palmeras. Il était composé de Osvaldo Zabala à l'accordéon, Czeslav « Yuli » Popowicz au chant, Jorge Armando Acosta à la basse électrique, Quico Lencinas à la guitare, Tati Ruiz aux timbales, et Oscar « Cachito » Ramírez aux tumbadoras. Cette formation dure jusqu'en 1971, date à laquelle Acosta prend sa retraite et Osvaldo « El Abuelo » Raggio rejoint le groupe. En 1972, ils sont rejoints par Marcos Camino (accordéon) à la place de Zabala et il est devenu plus tard le leader du groupe.1 A la fin de cette année-là, Raggio a quitté le groupe en raison de divergences avec le nouvel accordéoniste et Adolfo « Chanchina » Pérez rejoint le groupe. Peu après, ils ont changé de nom pour devenir Grupo Palmeras.
Vers la fin de 1975, Tati Ruiz et Adolfo Pérez se retirent et sont remplacés respectivement par Gilberto Donnet et Oscar « Patita » Gómez. Plus tard, Carlos Zalazar a remplacé Ramírez. Lorsqu'ils ont enregistré leur premier album studio, ils changent leur nom en Los Palmeras. Leurs deux premiers albums, Los Palmeras et Te regalaré mi vida, sortent sur le label MRG. En 1978, Popowicz quitte le groupe et sa place est prise par Rubén « Cacho » Deicas. La même année, ils enregistrent Morenita cumbiambera, le premier album avec la voix de Deicas. Le quatrième album, Basta de orgullo, sort également cette année-là.
Ils reçoivent leur premier disque d'or pour Cumbia y luna en 1983. Puis, ils le gagnent à nouveau avec les albums Fiesta en la selva, Por siempre et Corazón no me preguntes en 1986. Ce dernier comprend leur premier grand succès, La Suavecita, qui permet à la cumbia de Santa Fe de transcender les frontières provinciales et de commencer à faire des percées à Buenos Aires et dans le reste des provinces argentines. En 1988, ils sortent l'album Loquito por ti, qui comprend la chanson Evocación y soledad, composée par Rodolfo Garavagno, par qui ils ont également enregistré Atracción fatal en 2014.

### Années 1990
En 1993, ils sont certifiés un disque d'or pour Ayer, hoy y siempre et un autre pour Tropibaile santafesino et, en 1997, pour Un toque diferente. En 1998, El Sonido original est certifié disques d'or et de platine avec Voló la paloma en 1999, Irreemplazables en 2000, et à partir de ce moment-là, ils enregistreront un album par an et tous seront certifiés disque d'or.
Les membres du groupe sont des fans du Club Atlético Colón et ont composé des chansons sur ce club, dont El Bichi gol, qui fait référence à Esteban Fuertes, le buteur historique du club,.

### Années 2000 et 2010
En 2002, ils sont déclarés citoyens illustres par le conseil municipal de Santa Fe, en raison de leur carrière et de leur importance dans le domaine musical,,. En 2004, ils enregistrent El Bombón asesino, composé par Juan Baena de Santa Fe. La chanson est largement diffusée à la radio et a fait l'objet de plus de 500 000 téléchargements de sonneries pour téléphones portables.
Après être passé par plusieurs formations, de 2014 à 2019, ses membres étaient Rubén Deicas (chant), Marcos Camino (accordéon, chœurs et chef de groupe), Jorge Omar Grenón (†) (claviers et guitare), Gustavo Martínez (batterie et chœurs), Darien Grenon (timbaletas et percussions), Silvio Medina (basse et chœurs). En janvier 2019, Jorge Omar Grenon, le guitariste et claviériste du groupe, décide de quitter le groupe pour cause de maladie. Après son décès en juin 2019, sa place a été prise par Exequiel Enrique. Ils ont publié 45 albums. En 2017, ils enregistrent une compilation avec l'orchestre symphonique de Santa Fe, qui comprend vingt de leurs chansons les plus connues.
Le 23 août 2019, Los Palmeras sortent un album intitulé Sean eternos los Palmeras, avec la participation d'artistes tels que Andrés Calamaro, Soledad, Axel, Coti Sorokin, La Mona Jimenez, La Mosca et Marcela Morelo11. La même année, le 9 novembre, ils se produisent lors de la cérémonie d'ouverture de la finale de la Copa Sudamericana 2019, dont Colón de Santa Fe est l'une des équipes finalistes, avec la chanson Soy sabalero, une adaptation de leur chanson Soy Parrandero,. Cette prestation les fait connaître dans toute l'Amérique du Sud. Finalement, Colón n'a pas réussi à remporter le titre, qui est allé à Independiente del Valle, en Équateur.

### Années 2020
Avant le confinement dû à la pandémie de Covid-19, Los Palmeras étaient en tournée dans différentes villes du pays, partageant la scène avec des artistes tels que El Chaqueño, Yas et Lapeband, entre autres. Lors de l'enregistrement d'une spéciale musicale pour commémorer l'anniversaire du match final de la Copa Sudamericana, tous les membres du groupe sont infectés par le Covid-19. Après avoir surmonté la maladie, ils reprennent les représentations en direct, principalement dans des théâtres ou par streaming,. Au début de l'année 2021, la sortie de la chanson Macho lindo suscite la controverse car il s'agissait d'un hommage au défunt boxeur Carlos Monzón, accusé de féminicide. Marcos Camino a évoqué ce fait : « personne ne va penser que nous rendons hommage à quelqu'un qui a tué ; ce sont les gens qui veulent écouter la chanson. Il y a des commentaires de femmes qui sont bouleversées et il y a aussi des gens qui l'apprécient. La chanson rend hommage au sportif qui fut un champion ».

## Discographie

### Albums studio
- 1976 : Volumen 1 (MRG)
- 1977 : Te regalaré mi vida
- 1978 : Morenita cumbiambera
- 1979 : Basta de orgullo
- 1979 : Nadie quede sin bailar
- 1980 : Saboreando cumbias
- 1982 : Alegría con Los Palmeras
- 1982 : A bailar chamamerengues
- 1983 : Cumbia y luna
- 1984 : Quiero un pueblo que baile
- 1985 : Fiesta en la selva
- 1986 : Por siempre
- 1986 : Corazón no me preguntes
- 1987 : Cálida expresión
- 1988 : Loquito por ti
- 1989 : Sus amigos (CBS)
- 1990 : Rumor de cumbia (CHM)
- 1990 : Chiquita pero buena (CBS)
- 1991 : Boquita azucarada (Sony Music)
- 1992 : 20 Años
- 1992 : 20 Años vol. 2
- 1993 : Ayer, hoy y siempre (BMG)
- 1994 : Todo el mundo necesita amor
- 1995 : Fiesta descontrolada
- 1996 : El rey de la parranda
- 1997 : Un toque diferente (Leader Music)
- 1998 : El Sonido original
- 1999 : Voló la paloma
- 2000 : Irremplazables
- 2001 : Cuando el amor se daña
- 2002 : 30 Años
- 2003 : Así es la vida (SFR)
- 2004 : Un sentimiento
- 2005 : Te va a gustar
- 2007 : Un clásico
- 2009 : Sin fronteras
- 2010 : Una nueva vida (Garra)
- 2012 : 40 años (SFR)
- 2014 : Simplemente
- 2016 : Tiempo de bailar (Leader Music)
- 2019 : Sean eternos (Los Palmeras)

### Albums live
- 2006 : 30 Años en vivo (Leader Music)
- 2006 : La Fiesta en vivo (SFR)
- 2006 : El Bombón asesino
- 2017 : Junto a la Filarmonica Santa Fe y coro (CD-DVD)

## Distinctions
- 1999—2000 : Premio Clave del Sol dans la catégorie « groupe local »
- 2008 : Premio Gardel de l'album d'un groupe de musique tropicale[21]
- 2015 : Premio Konex de platine - « tropical/quatuor »[6]
- 2017 : Premio Gardel de l'album d'un groupe de musique tropicale[22]